# Eritrea na Letních olympijských hrách 2004
Eritrea se zúčastnila Letní olympiády 2004.

## Medailové pozice
| Medaile | Jméno           | Sport    | Disciplína           |
| ------- | --------------- | -------- | -------------------- |
| Bronz   | Zersenay Tadese | Atletika | Muži běh na 10 000 m |